# Giovanni Toti
Pour les articles homonymes, voir Toti.
Giovanni Toti, né le 7 septembre 1968 à Viareggio, est un journaliste et homme politique italien de centre droit. Il est président de la région de Ligurie de 2015 à 2024.

## Biographie
Membre de Forza Italia, il en devient vice-président le 24 janvier 2014.
Lors des élections européennes de 2014, tête de liste de Forza Italia en Italie du Nord-Ouest, il est élu au Parlement européen, où il siège au sein du groupe du Parti populaire européen. 
En mai 2015, il est le candidat commun de Forza Italia et de la Ligue du Nord aux élections régionales en Ligurie, qu'il remporte avec 34,4 % des voix et seize sièges contre huit pour le Parti démocrate. Il annonce alors sa démission de son mandat de député européen.
Le 7 août 2019, il s'éloigne de Forza Italia et fonde le parti Cambiamo puis Coraggio Italia, avec Luigi Brugnaro, maire de Venise, le 26 mai 2021 et enfin Italie au centre, qui remplace Cambiamo en février 2022.
Il est réélu président de Ligurie en septembre 2020. 
Le 7 mai 2024, il est suspendu de ses fonctions en raison d'une enquête pour corruption et démissionne de la présidence de la région le 26 juillet suivant.